# BMW F45
La BMW F45 è la prima generazione della Active Tourer, un’autovettura monovolume compatta di fascia media prodotta dalla casa automobilistica tedesca BMW dal 2014 al 2021. 
Si tratta della prima monovolume prodotta dalla casa tedesca nonché della prima vettura con marchio BMW a trazione anteriore. Da questo modello deriva anche la versione a passo lungo denominata Gran Tourer.

## Storia e profilo

### Debutto
La nascita della Serie 2 Active Tourer, un po' come nelle BMW più di rottura introdotte nei primi dieci anni del XXI secolo (Mini compresa), si deve a tutto un insieme di idee partorite dai designers e dai progettisti BMW nel corso degli anni. Le due principali caratteristiche della Serie 2 Active Tourer che ne fanno un modello di rottura sono state prese in esame dai vertici aziendali già da diversi anni. Il tema della carrozzeria monovolume ha cominciato a trapelare intorno al 2007, quando la stampa specializzata cominciò a diffondere dei rendering grafici a proposito di una sorta di crossover-monovolume di grosse dimensioni, denominata PAS. In realtà da quell'idea sarebbe derivata in linea retta la Serie 5 GT e non un altro tipo di vettura, tantomeno di tipo monovolume di fascia media. Ma con la Serie 5 GT la Casa dell'Elica cominciò a inoltrarsi in un segmento fino a quel momento mai esplorato dalla casa bavarese, ossia quello delle vetture che facevano dello spazio a bordo la loro arma migliore. L'altro tema di rottura della BMW è quello della trazione anteriore: tale soluzione tecnica aveva cominciato a essere ipotizzata ancora negli anni '90 del Novecento, quando si pensò allo schema "tutto avanti" nel momento in cui la BMW, che da poco aveva preso il controllo della Rover, pensò all'eventualità di sostituire i modelli 200 e 400 con un unico modello dalla cui base meccanica a trazione anteriore avrebbe dovuto poi nascere anche l'erede della seconda generazione della Serie 3 Compact, per la quale venne appunto ipotizzata quindi la trazione anteriore. Le cose in realtà non sarebbero andate così e la Rover, divenuta un pesante fardello per la Casa tedesca, sarebbe stata abbandonata al suo destino (attraverso varie vicissitudini finirà per divenire di proprietà del gruppo Tata Motors), tranne il marchio Mini, trattenuto dalla BMW e riportato a nuova vita. Ed è stato proprio con la progettazione della terza generazione della Mini che si pensò finalmente di utilizzare il pianale della futura "piccola" anglo-tedesca per sviluppare una nuova serie di modelli a trazione anteriore. Tra questi modelli era compresa proprio la monovolume media che in seguito sarebbe stata lanciata sul mercato con la denominazione di Active Tourer. Nei primi tempi in cui questa notizia cominciò a trapelare, la stampa ipotizzò la denominazione di Serie 1 GT. 
Al Salone di Parigi del 2012, BMW presentò così la Active Tourer Concept, un'inedita monovolume a trazione anteriore con propulsione ibrida (un motore endotermico da 1.5 litri all'avantreno e uno elettrico al retrotreno) per la cui denominazione definitiva si utilizzò ancora la sigla Serie 1 GT. Nel giro di un anno, tale sigla fu abbandonata dalla stampa specializzata: nel frattempo, nel luglio 2013, la fiera Outdoor di Friedrichshafen ha fatto da cornice per la presentazione di una nuova versione della Active Tourer Concept, anch'essa denominata Outdoor. 
La presentazione del modello definitivo si è avuta nel marzo del 2014, al Salone di Ginevra, dove il pubblico ha potuto toccare con mano la Serie 2 Active Tourer, questo il nome definitivo, svelato tra l'altro all'inizio di quello stesso anno.

### Design esterno e interno

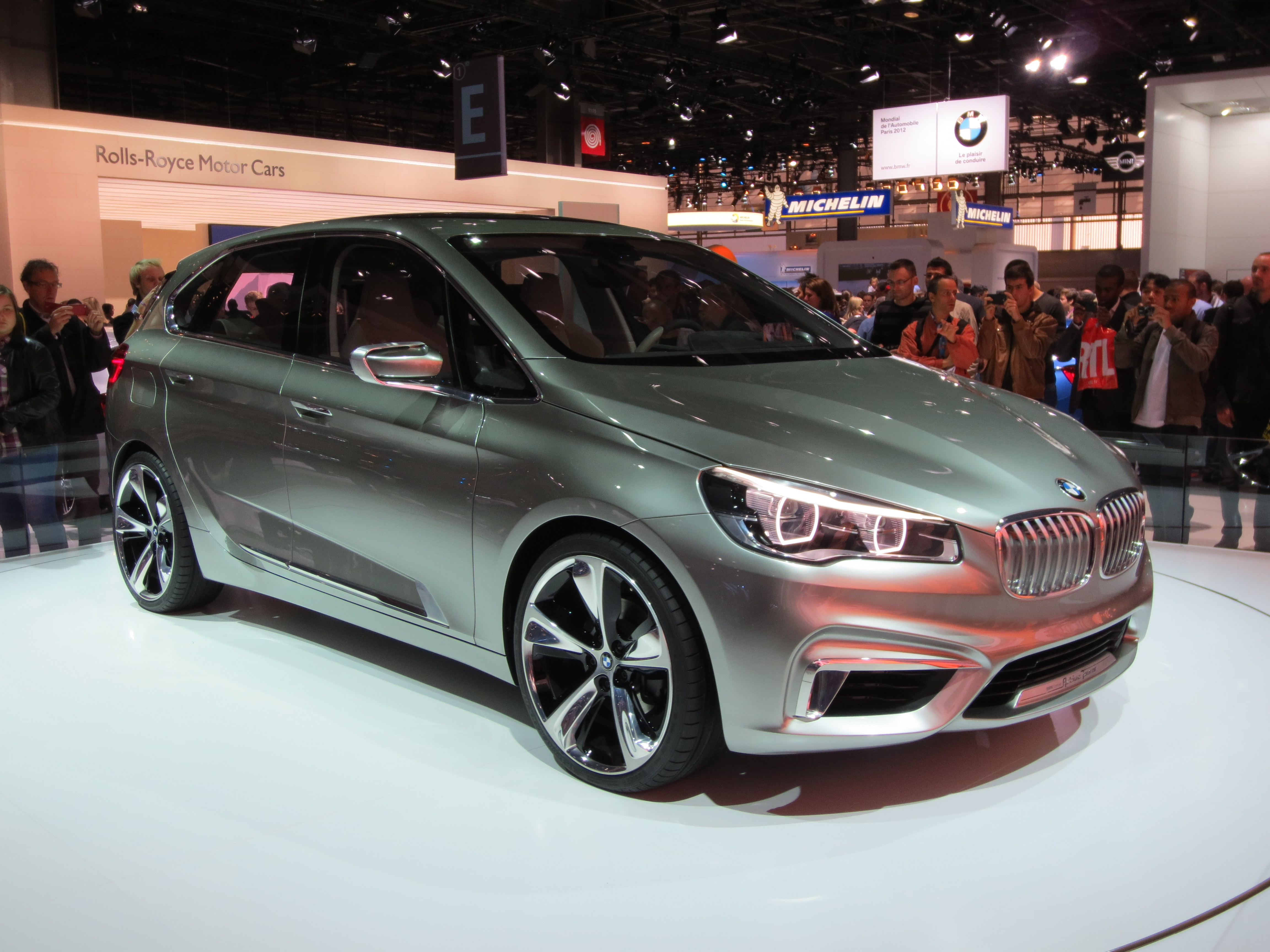
La Active Tourer Concept presentata a Parigi nel 2012

Il corpo vettura della Serie 2 Active Tourer definitiva presenta molte differenze rispetto alla concept Active Tourer svelata due anni prima: le linee spigolose e affilate della concept hanno lasciato il posto a tratti più morbidi e smussati. Come risultato si è ottenuto un corpo vettura dalle linee meno decise, ma pur sempre intrise di una buona dose di aggressività, sebbene in misura inferiore rispetto alla concept.
Il frontale è caratterizzato dalla classica calandra BMW a doppio rene, fiancheggiata dai due gruppi ottici dal taglio "corrucciato" e con doppi proiettori racchiusi dall'altrettanto classica parabola (un contenuto stilistico che risale addirittura alla terza generazione della Serie 3, la E36, introdotta nel 1991). Il disegno del paraurti è suddiviso in tre grandi prese d'aria per il raffreddamento del motore e dei freni anteriori. Il cofano motore presenta quattro nervature longitudinali, delle quali quelle più esterne vanno a raccordarsi coi montanti anteriori. Tale cofano, rispetto alle altre BMW più classiche, è meno lungo, dal momento che il motore, sistemato in posizione trasversale, non impone un ingombro così pronunciato come nelle altre BMW: ciò va a vantaggio dell'abitabilità interna, un aspetto in funzione del quale la Active Tourer è stata progettata. La vista laterale della monovolume tedesca pone in evidenza innanzitutto la silhouette inedita per la Casa bavarese, ma anche altri contenuti stilistici che costituiscono da decenni un leitmotiv per i modelli BMW: tra questi il classico "gomito di Hofmeister", che tra l'altro, proprio nella Active Tourer, torna a essere più evidente che in altri modelli BMW introdotti poco tempo prima. Il disegno del padiglione è leggermente spiovente all'indietro, mentre le fiancate sono mosse da elementi stilistici quali le nervature laterali. La vista posteriore sfoggia i grossi gruppi ottici posteriori, ancora con disegno a L, ma meno accentuato, che nei precedenti modelli e percepibile osservando l'andamento delle file di LED che costituiscono il contenuto tecnologico di maggior rilievo in questi gruppi ottici. Un tocco di sportività è dato invece dal piccolo spoiler sul tetto, fissato alla sommità del portellone del bagagliaio. 

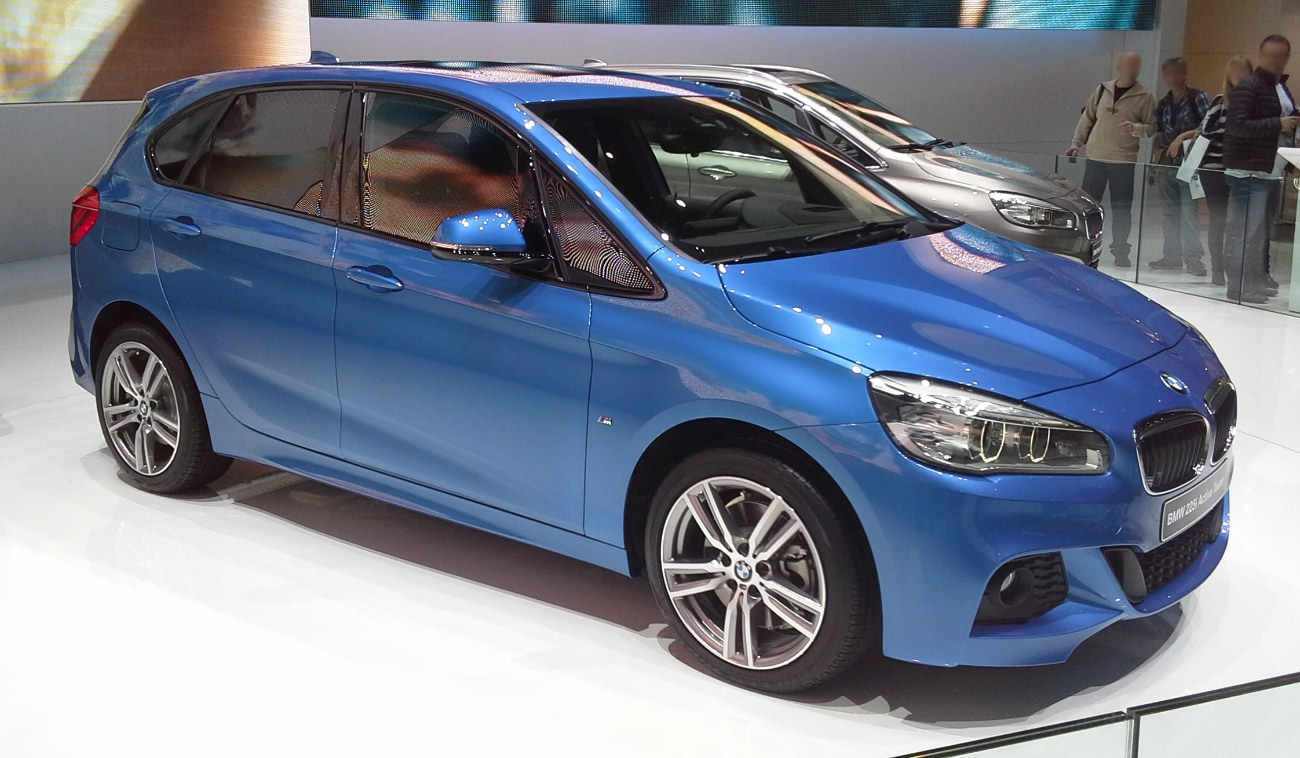
Vista laterale

L'Active Tourer possiede una posizione di guida rialzata, in cui si prende posto trovandosi di fronte a un cruscotto a due strumenti di tipo "black panel" e a una plancia disegnata seguendo il principio degli "strati sovrapposti". Disseminati per l'abitacolo sono presenti diversi vani portaoggetti, mentre il divano posteriore è abbattibile anche in modalità frazionata. Il vano bagagli ha una capacità di 468 litri in modalità standard, ma abbattendo completamente lo schienale posteriore è possibile raggiungere un valore di ben 1510 litri.

### Struttura, meccanica e motori

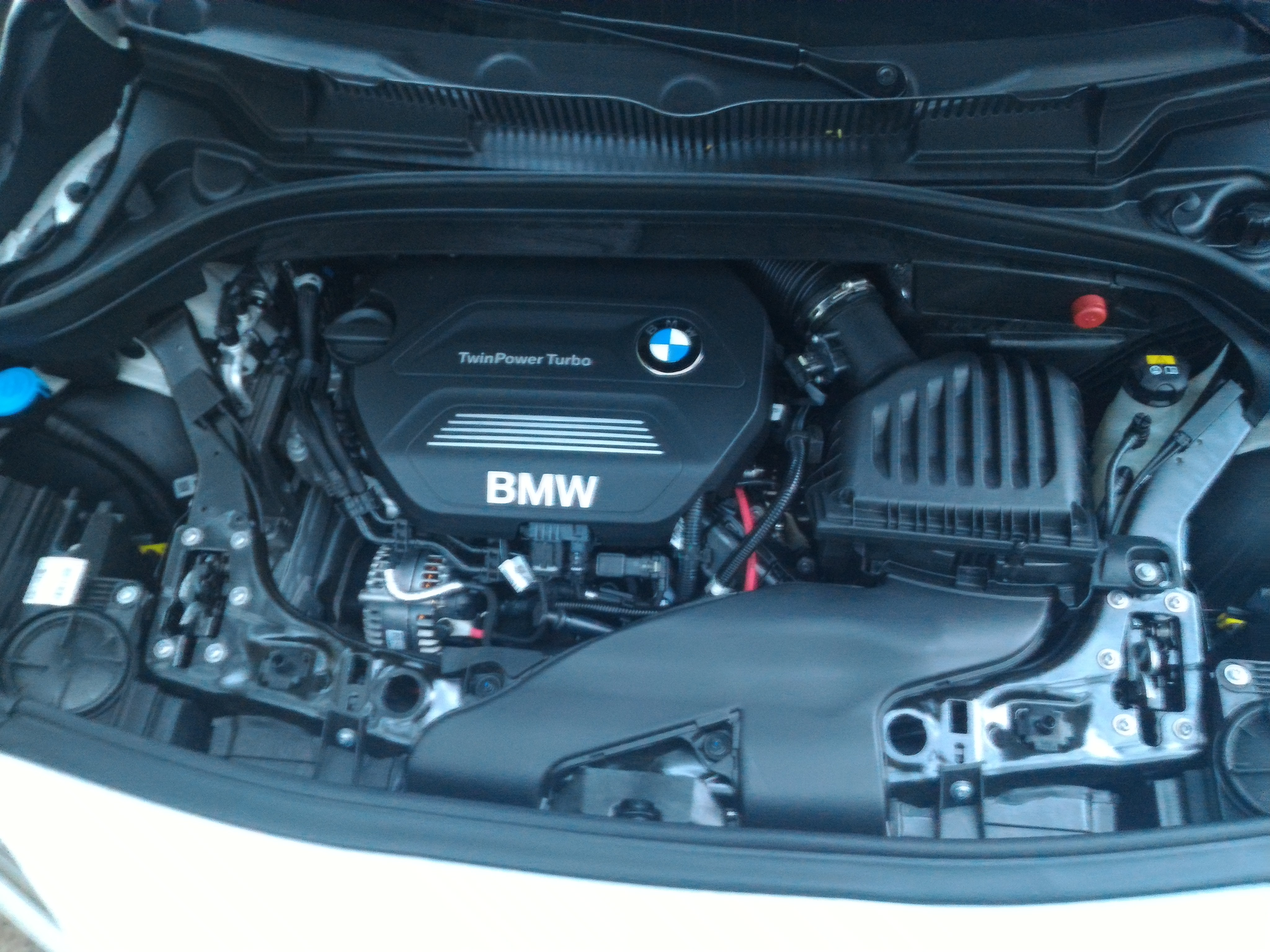
Vano motore di una Active Tourer

L'Active Tourer nasce sul pianale della terza generazione della Mini: è la prima volta che un modello BMW sfrutta la base meccanica di un modello del marchio di origine inglese. Tale pianale è stato però allungato di 175 mm nella misura del passo, in maniera tale da ottenere una base per una vettura più spaziosa. La scelta della base meccanica Mini è stata motivata anche dall'architettura a motore trasversale, pure questa una soluzione inusuale per una BMW. Il motore montato trasversalmente risulta meno intrusivo nell'abitacolo e consente per quest'ultimo una progettazione maggiormente improntata all'abitabilità interna.
Le sospensioni sono del tipo MacPherson all'avantreno e multilink al retrotreno, mentre l'impianto frenante è a quattro dischi, dei quali quelli anteriori sono autoventilanti.
Al suo debutto la Serie 2 Active Tourer è prevista in tre motorizzazioni, due a benzina e una a gasolio, tutte sovralimentate mediante turbocompressore twin-scroll e tutte imparentate fra loro:
- 218i: motorizzazione di accesso per la gamma d'esordio, consistente in un tricilindrico B38 da 1499 cm3 con potenza massima di 136 CV;
- 225i: motorizzazione di punta per la gamma d'esordio, consistente in un motore da 1998 cm3 con potenza massima di 231 CV;
- 218d: unica motorizzazione diesel per la gamma d'esordio, costituita da un'unità da 1995 cm3 turbodiesel common rail con potenza massima di 150 CV.

Due le varianti di trasmissione: mentre la 225i esce di fabbrica con un cambio automatico Steptronic a 8 rapporti, le altre due versioni sono previste con un cambio manuale a 6 marce. In alternativa per queste ultime sono previste due varianti di cambio automatico a seconda del modello: per la 218d è previsto a richiesta lo stesso Steptronic a 8 marce che equipaggia di serie la 225i, mentre per la 218i è previsto come optional un cambio Steptronic a 6 rapporti, inedito per un modello BMW, ma già proposto nella lista optional della terza generazione della Mini.

## Evoluzione

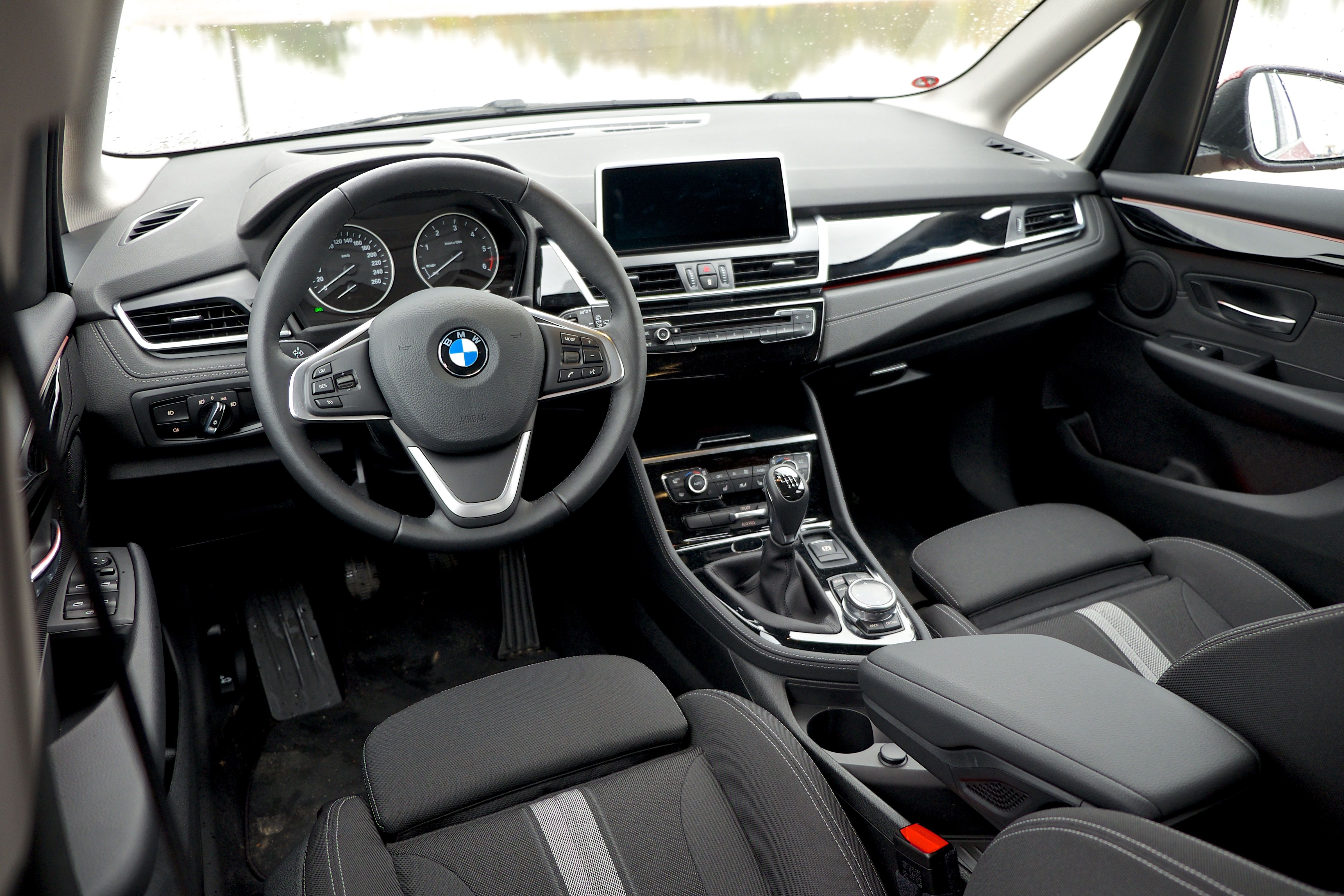
Il posto guida di un'Active Tourer

La commercializzazione della Serie 2 Active Tourer è stata avviata il 27 settembre del 2014, quindi oltre sei mesi dopo la presentazione ufficiale di Ginevra. 
Il primo step evolutivo nella gamma della Serie 2 Active Tourer è stato ricco di novità e si è avuto nel novembre 2014 con l'arrivo innanzitutto della trazione integrale prevista in abbinamento con le versioni 225i e 220d. Quest'ultima motorizzazione è a sua volta una novità e consiste nello stesso motore della 218d, ma con potenza massima salita da 150 a 190 CV. Altre due novità nella gamma motori si sono avute nella stessa occasione e sono state la 220i, equipaggiata con la stessa unità della 225i, ma depotenziata da 231 a 192 CV, e la 216d, la meno potente della gamma, equipaggiata con un tricilindrico da 1.5 litri e con potenza massima di 116 CV. Si tratta in pratica dello stesso motore della Mini Cooper D in listino nello stesso periodo. L'arrivo della 216d ha costituito un altro piccolo primato per la BMW, poiché questo modello è il primo col marchio dell'Elica a montare sotto il cofano un motore a 3 cilindri. Lo stesso primato viene ribadito nel marzo del 2015, quando il tricilindrico a gasolio di cui sopra viene proposto anche in versione depotenziata a 95 CV, dando così luogo alla 214d Active Tourer, che a questo punto diviene la versione più economica nella gamma.
Nella primavera del 2015 la gamma si amplia notevolmente con l'arrivo della cosiddetta Gran Tourer (sigla di progetto: F46).
La versione 216i non fu inizialmente disponibile per la Active Tourer, ma a seconda dei mercati di destinazione si sarebbe aggiunta alla gamma solo tra la fine del 2015 e la primavera del 2016, mentre nello stesso periodo la trazione integrale venne estesa anche alla 218d Active Tourer. 

### La versione ibrida225xe
In contemporanea con l'ingresso nel mercato di 216i e 218d xDrive, si ebbe anche l'arrivo della versione "verde", ossia la 225xe Active Tourer, caratterizzata dal fatto di essere una versione ibrida, ossia con due motori, di cui uno endotermico e uno elettrico. In particolare, tale versione monta il tricilindrico turbo da 1,5 litri e 136 CV di potenza massima, motore già utilizzato nella 218i della stessa gamma, al quale però va ad aggiungersi anche un motore elettrico da 88 CV che è sistemato posteriormente sotto il vano bagagli e va ad azionare le ruote posteriori cosicché, quando l'azione dei due motori è combinata, la vettura funziona a trazione integrale. Il pacco batterie che alimenta il motore elettrico è invece sistemato sotto il divano posteriore. In totale la potenza erogata congiuntamente dai due propulsori è di 224 CV, ossia la somma dei due rispettivi valori di potenza. La 225xe Active Tourer è una vettura ibrida plug-in, cioè ricaricabile direttamente dalla presa di casa, e si differenzia dalle altre Active Tourer per la presenza di una presa supplementare che serve appunto per ricaricare le batterie e l'impossibilità di regolare longitudinalmente il divano posteriore. Questa versione non era prevista nella variante Gran Tourer e montava un cambio automatico sequenziale a 6 rapporti.

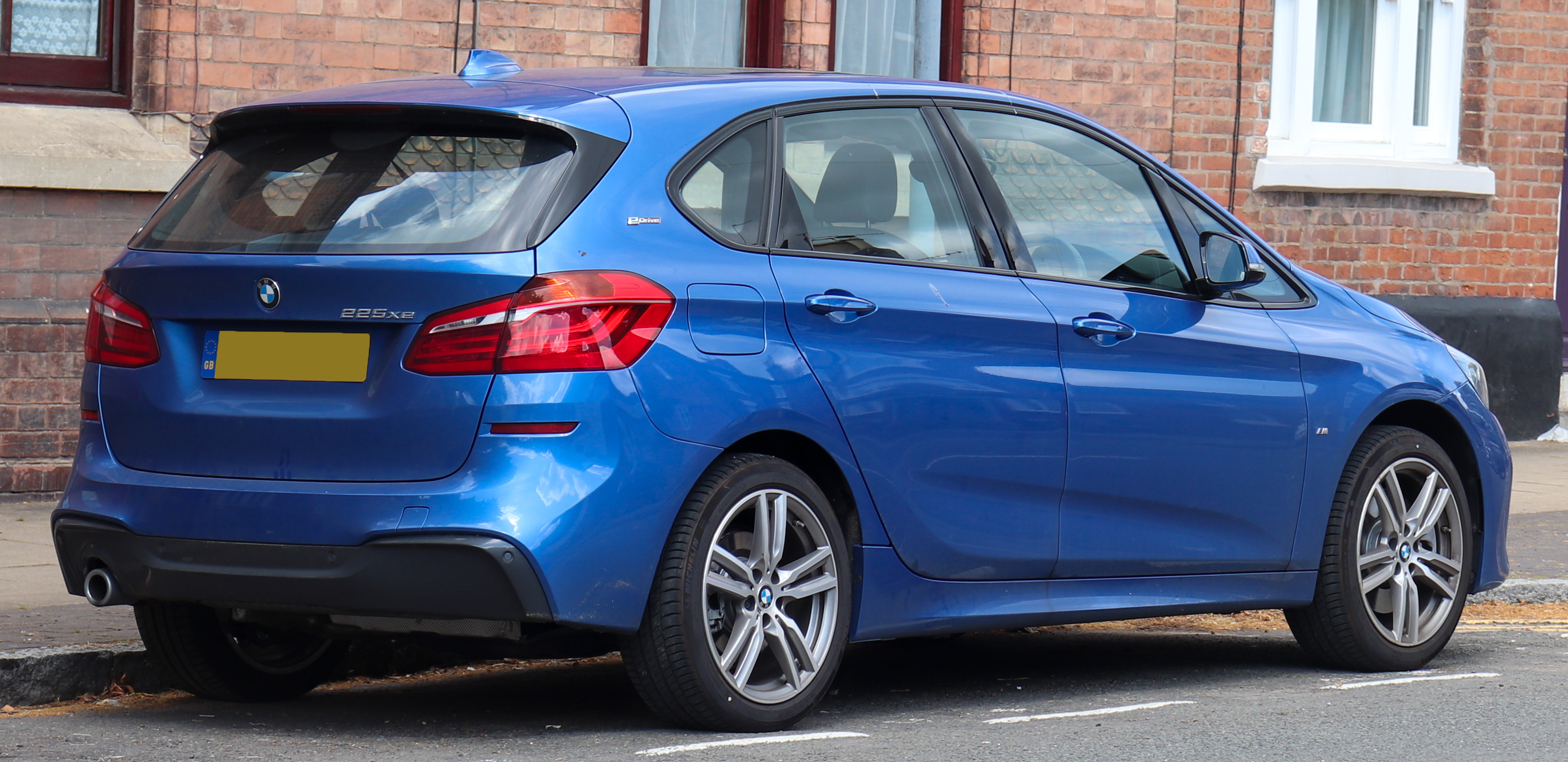
BMW 225xe Active Tourer M Sport restyling

### Il restyling di metà carriera

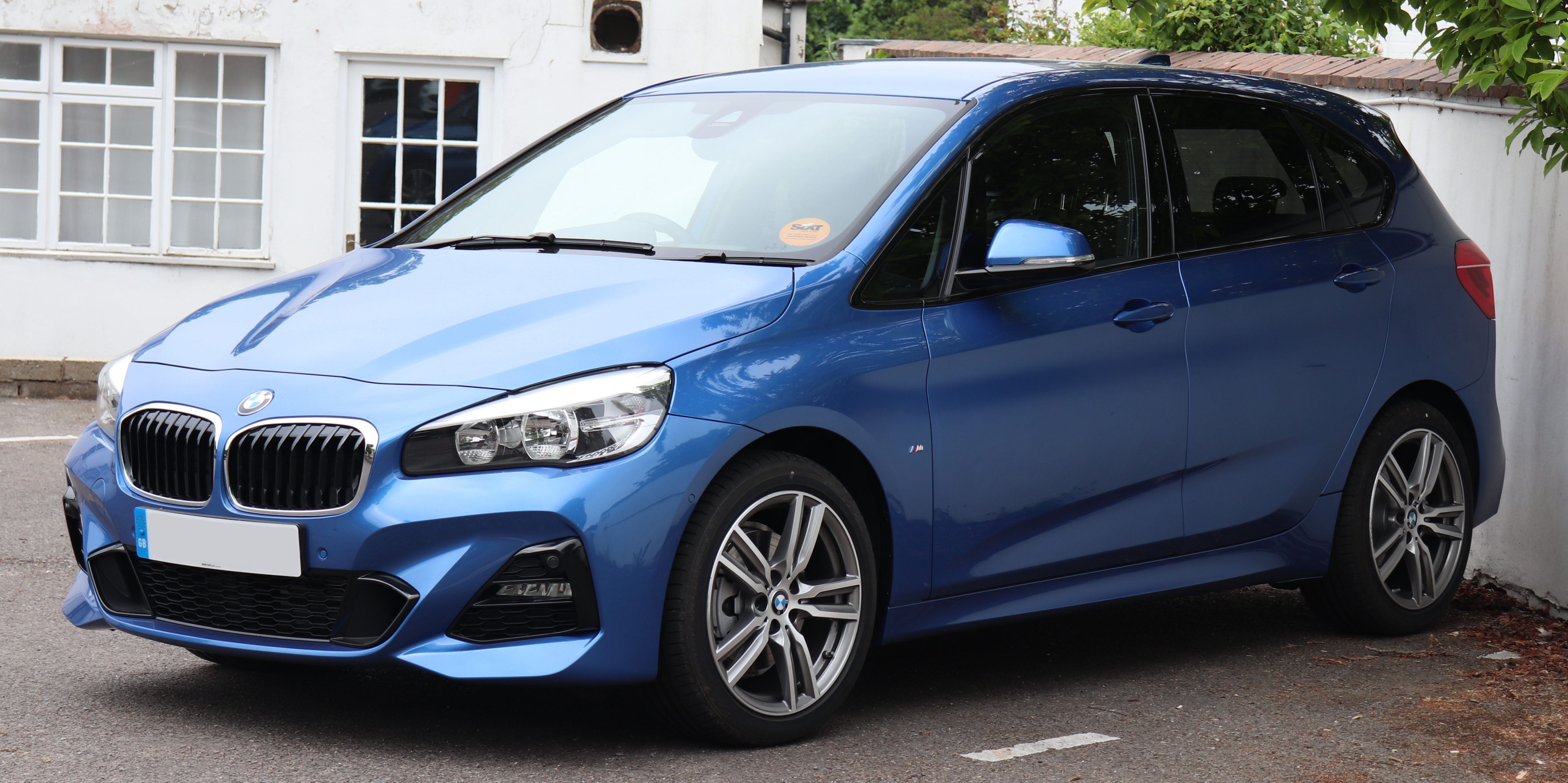
Una 220d xDrive dopo il restyling del 2018

Nel febbraio del 2018 arrivò il restyling di metà carriera, annunciato a gennaio 2018 sul web, presentato al successivo salone di Ginevra e messo in produzione a marzo 2018. Sul piano stilistico tale aggiornamento consistette in un ridisegnamento del paraurti anteriore, della calandra ora più ampia, nell'arrivo di fari fendinebbia rettangolari e di un'inedita fanaleria Full LED caratterizzata da proiettori principali con trama esagonale; al posteriore cambiò il paraurti e l'alloggiamento per gli scarichi. Negli interni vi fu l'arrivo di un nuovo quadro strumenti e di nuovi tessuti dei rivestimenti.. L'aggiornamento fu anche l'occasione per rivisitare anche i motori: quasi tutta la gamma motoristica ottenne infatti leggere migliorie, più evidenti sul fronte benzina, dove per esempio la versione di base 216i ricevette un surplus di 7 CV di potenza. Più lievi gli aggiornamenti nelle altre versioni, sia a benzina che diesel, eccezion fatta per la scomparsa dal listino della 214d e della 225i a trazione anteriore (la 225i xDrive rimase invece in listino). Nella 218i il cambio automatico a 6 rapporti, fino a quel momento ottenibile a richiesta, venne sostituito nella lista optional da un cambio a doppia frizione 7DCT300 a 7 marce della Getrag. Lo stesso tipo di cambio andò a sostituire l'automatico a 8 rapporti previsto di serie nella 220i. I motori a quattro cilindri più potenti ricevono di serie due terminali di scarico. I motori diesel BMW B37 della 216d e BMW B47 delle 218d e 220d sono stati rivisti per ridurre le emissioni di ossido di azoto con l'adozione di un catalizzatore SCR e un nuovo filtro anti particolato e additivo AdBlue, in maniera tale da rientrare nello standard di emissione Euro-6d temp. Nei motori diesel a quattro cilindri (B47) viene adottato un sistema di sovralimentazione mediante due turbocompressori.
Anche i motori a benzina a quattro cilindri della famiglia BMW B48 montati su 220i e 225i sono stati rivisti per ridurre le emissioni e sono dotati di un filtro antiparticolato nel luglio 2018, in seguito anche per i motori a tre cilindri della famiglia BMW B38 montati su 216i e 218i.
Tra il 2019 e il 2020 si sono avuti solo alcuni aggiornamenti di dettaglio ai motori per ottimizzarne le doti di consumi ed emissioni. Ma già da fine 2019 avevano cominciato a vedersi su strada i primi muletti relativi alla seconda generazione della Serie 2 Active Tourer. Il modello in produzione è rimasto così in listino fino al termine della produzione avvenuto alla fine dell’estate del 2021.

## Tabella riepilogativa
Di seguito vengono riepilogate le caratteristiche relative alle varie versioni della gamma della prima generazione della Serie 2 Active Tourer. Nel passaggio dalla versione pre-restyling alla versione post-restyling (dal febbraio 2018) i valori di consumi ed emissioni peggiorano, per il fatto che i nuovi dati diffusi dalla Casa madre non seguono più la vecchia normativa del ciclo NEDC, ma la nuova normativa legata al ciclo WLTP, che prevede condizioni di test più realistiche:
| Modello            | Motore | Cilindrata cm3 | Alimentazione                                | Potenza CV/rpm | Coppia Nm/rpm  | Trazione  | Cambio/ N°rapporti    | Massa a vuoto (kg) | Velocità max | Acceler. 0-100 km/h | Consumo (l/100 km) | Emissioni CO2 (g/km) | Anni di produzione |
| Versioni a benzina |        |                |                                              |                |                |           |                       |                    |              |                     |                    |                      |                    |
| 216i               | B38B15 | 1499           | Iniezione diretta + Turbocompressore         | 102/4400       | 180/1250       | Anteriore | Manuale 6 marce       | 1.320              | 188          | 11"3                | 5,1                | 118                  | 11/2015-02/2018    |
| 216i               | B38B15 | 1499           | Iniezione diretta + Turbocompressore         | 109/ 4300-6500 | 190/ 1380-3800 | Anteriore | Manuale 6 marce       | 1.350              | 190          | 11"3                | 5,8                | 132                  | 03/2018-11/2020    |
| 216i               | B38B15 | 1499           | Iniezione diretta + Turbocompressore         | 109/ 4300-6500 | 190/ 1380-3800 | Anteriore | Manuale 6 marce       | 1.365              | 190          | 11"3                | 5,6                | 129                  | 11/2020-08/2021    |
| 218i               | B38B15 | 1499           | Iniezione diretta + Turbocompressore         | 136/4400       | 220/ 1250-4300 | Anteriore | Manuale 6 marce       | 1.320              | 205          | 9"2                 | 4,9                | 115                  | 09/2014-02/2018    |
| 218i               | B38B15 | 1499           | Iniezione diretta + Turbocompressore         | 140/ 4500-6500 | 220/ 1480-4200 | Anteriore | Manuale 6 marce       | 1.355              | 205          | 9"3                 | 5,3                | 132                  | 03/2018-11/2020    |
| 218i               | B38B15 | 1499           | Iniezione diretta + Turbocompressore         | 136/ 4500-6500 | 220/ 1500-4100 | Anteriore | Manuale 6 marce       | 1.355              | 205          | 9"3                 | 6                  | 136                  | 11/2020-08/2021    |
| 220i               | B48B20 | 1998           | Iniezione diretta + Turbocompressore         | 178/ 5000-5500 | 280/ 1350-4200 | Anteriore | Manuale 6 marce       | 1.405              | 229          | 7”4                 | 6,1                | 140                  | 11/2020-08/2021    |
| 220i               | B48B20 | 1998           | Iniezione diretta + Turbocompressore         | 192/4700       | 280/ 1250-4600 | Anteriore | Manuale 6 marce       | 1.430              | 230          | 7"5                 | 6                  | 140                  | 11/2014-02/2018    |
| 220i               | B48B20 | 1998           | Iniezione diretta + Turbocompressore         | 192/ 5000-6000 | 280/ 1350-4600 | Anteriore | Manuale 6 marce       | 1.405              | 229          | 7"4                 | 5,6                | 127                  | 03/2018-11/2020    |
| 225i               | B48B20 | 1998           | Iniezione diretta + Turbocompressore         | 231/5000       | 350/ 1250-4500 | Anteriore | Automatico 8 rapporti | 1.430              | 240          | 6"6                 | 5,9                | 138                  | 09/2014-02/2018    |
| 225i xDrive        | B48B20 | 1998           | Iniezione diretta + Turbocompressore         | 231/5000       | 350/ 1250-4500 | Integrale | Automatico 8 rapporti | 1.510              | 237          | 6"3                 | 6,5                | 151                  | 11/2014-02/2018    |
| 225i xDrive        | B48B20 | 1998           | Iniezione diretta + Turbocompressore         | 231/ 5000-6000 | 350/ 1350-4500 | Integrale | Automatico 8 rapporti | 1.520              | 235          | 6”3                 | 6,3                | 147                  | 03/2018-06/2018    |
| 225i xDrive        | B48B20 | 1998           | Iniezione diretta + Turbocompressore         | 231/ 5000-6000 | 350/ 1350-4500 | Integrale | Automatico 8 rapporti | 1.520              | 235          | 6”5                 | 6,4                | 146                  | 02/2019-11/2020    |
| 225i xDrive        | B48B20 | 1998           | Iniezione diretta + Turbocompressore         | 231/ 5000-6000 | 350/ 1450-4500 | Integrale | Automatico 8 rapporti | 1.520              | 235          | 6”5                 | 6,2                | 141                  | 11/2020-08/2021    |
| Versioni a gasolio |        |                |                                              |                |                |           |                       |                    |              |                     |                    |                      |                    |
| 214d               | B37D15 | 1496           | Turbodiesel common rail                      | 95/4000        | 220/ 1750-2250 | Anteriore | Manuale 6 marce       | 1.350              | 185          | 12"9                | 3,8                | 99                   | 03/2015-02/2016    |
| 216d               | B37C15 | 1496           | Turbodiesel common rail                      | 116/4000       | 270/ 1750-2250 | Anteriore | Manuale 6 marce       | 1.365              | 194          | 10"8                | 3,9                | 102                  | 11/2014-02/2018    |
| 216d               | B37C15 | 1496           | Turbodiesel common rail                      | 116/4000       | 270/ 1750-2250 | Anteriore | Manuale 6 marce       | 1.420              | 195          | 11"1                | 4,3                | 112                  | 03/2018-06/2019    |
| 216d               | B37C15 | 1496           | Turbodiesel common rail                      | 116/4000       | 270/ 1750-2250 | Anteriore | Manuale 6 marce       | 1.420              | 195          | 11"1                | 4                  | 104                  | 07/2019-08/2021    |
| 218d               | B47D20 | 1995           | Turbodiesel common rail                      | 150/4000       | 330/ 1750-2750 | Anteriore | Manuale 6 marce       | 1.375              | 208          | 8"9                 | 4,1                | 111                  | 09/2014-02/2018    |
| 218d               | B47D20 | 1995           | Turbodiesel common rail                      | 150/4000       | 330/ 1750-2750 | Anteriore | Manuale 6 marce       | 1.440              | 210          | 9"                  | 4,5                | 119                  | 03/2018-01/2020    |
| 218d               | B47D20 | 1995           | Turbodiesel common rail                      | 150/4000       | 330/ 1750-2750 | Anteriore | Manuale 6 marce       | 1.455              | 210          | 9"                  | 4,3                | 114                  | 03/2020-08/2021    |
| 218d xDrive        | B47D20 | 1995           | Turbodiesel common rail                      | 150/4000       | 330/ 1750-2750 | Integrale | Manuale 6 marce       | 1.410              | 208          | 8"8                 | 4,6                | 122                  | 05/2016-02/2018    |
| 218d xDrive        | B47D20 | 1995           | Turbodiesel common rail                      | 150/4000       | 330/ 1750-2750 | Integrale | Manuale 6 marce       | 1.520              | 209          | 8"8                 | 5,1                | 133                  | 03/2018-01/2020    |
| 218d xDrive        | B47D20 | 1995           | Turbodiesel common rail                      | 150/4000       | 330/ 1750-2750 | Integrale | Manuale 6 marce       | 1.545              | 209          | 9”                  | 4,6                | 120                  | 03-2020-08/2021    |
| 220d               | B47D20 | 1995           | Turbodiesel common rail                      | 190/4000       | 400/1750       | Anteriore | Manuale 6 marce       | 1.405              | 227          | 7"8                 | 4,5                | 117                  | 11/2014-02/2018    |
| 220d               | B47D20 | 1995           | Turbodiesel common rail                      | 190/4000       | 400/1750       | Anteriore | Automatico 8 rapporti | 1.470              | 224          | 7"6                 | 4,4                | 117                  | 03/2018-1/2020     |
| 220d               | B47D20 | 1995           | Turbodiesel common rail                      | 190/4000       | 400/1750       | Anteriore | Automatico 8 rapporti | 1.485              | 224          | 7"6                 | 4,3                | 112                  | 03/2020-08/2021    |
| 220d xDrive        | B47D20 | 1995           | Turbodiesel common rail                      | 190/4000       | 400/1750       | Integrale | Automatico 8 rapporti | 1.510              | 223          | 7"3                 | 4,7                | 124                  | 11/2014-02/2018    |
| 220d xDrive        | B47D20 | 1995           | Turbodiesel common rail                      | 190/4000       | 400/1750       | Integrale | Automatico 8 rapporti | 1.540              | 222          | 7"5                 | 4,7                | 124                  | 03/2018-01/2020    |
| 220d xDrive        | B47D20 | 1995           | Turbodiesel common rail                      | 190/4000       | 400/1750       | Integrale | Automatico 8 rapporti | 1.545              | 222          | 7"5                 | 4,7                | 123                  | 03/2020-08/2021    |
| Versioni ibride    |        |                |                                              |                |                |           |                       |                    |              |                     |                    |                      |                    |
| 225xe              | B38B15 | 1499           | Iniez. diretta e turbo + batterie da 7,7 kWh | 224            | 385            | I         | A/6                   | 1.660              | 202          | 6"7                 | 2,5                | 52                   | 05/2016-08/2021    |